# Вишнева міська рада
Вишне́ва міська́ ра́да — адміністративно-територіальна одиниця та орган місцевого самоврядування в Бучанському районі (раніше Києво-Святошинському районі) Київської області. Адміністративний центр — місто Вишневе.

## Загальні відомості
- Територія ради: 25,2 км²
- Населення ради: 38 463 особи (станом на 2015 рік)[1]

## Населені пункти
Міській раді підпорядковані населені пункти:
- м. Вишневе
- с. Крюківщина

## Склад ради
Рада складається з 36 депутатів та голови.
- Голова ради: Діков Ілля Валерійович

### Керівний склад попередніх скликань
| Прізвище, ім'я, по батькові  | Основні відомості                                               | Дата обрання | Дата звільнення |
| ---------------------------- | --------------------------------------------------------------- | ------------ | --------------- |
| Гошко Анатолій Олександрович | Міський голова, 1954 року народження, безпартійний              | 26.03.2006   | 31.10.2010      |
| Ляшенко Микола Миколайович   | Міський голова, 1977 року народження, освіта вища, безпартійний | 31.10.2010   | 11.12.2011      |
| Діков Ілля Валерійович       | Міський голова, 1976 року народження, освіта вища, безпартійний | 11.12.2011   |                 |

Примітка: таблиця складена за даними сайту Верховної Ради України

### Депутати
За результатами місцевих виборів 2010 року депутатами ради стали:

#### За суб'єктами висування
| Суб'єкт висування                                                                    | Кількість обраних депутатів | %    |
| ------------------------------------------------------------------------------------ | --------------------------- | ---- |
| Партія регіонів                                                                      | 8                           | 22,2 |
| Політична партія «За Україну!»                                                       | 7                           | 19,4 |
| Політична партія «УДАР (Український Демократичний Альянс за Реформи) Віталія Кличка» | 5                           | 13,9 |
| Політична партія «Фронт Змін»                                                        | 5                           | 13,9 |
| Політична партія «Сильна Україна»                                                    | 4                           | 11,1 |
| Політична партія Всеукраїнське об'єднання «Батьківщина»                              | 2                           | 5,6  |
| Партія «Народна влада»                                                               | 1                           | 2,8  |
| Політична партія Всеукраїнське об'єднання «Свобода»                                  | 1                           | 2,8  |
| Політична партія «Зелені»                                                            | 1                           | 2,8  |
| Політична партія «Українська платформа»                                              | 1                           | 2,8  |
| Українська Народна Партія                                                            | 1                           | 2,8  |

#### За округами
| № округу                                                                             | Прізвище, ім'я, по батькові        | Дата визнання обраним | Освіта             | Партійна приналежність                                                                     | Відомості про обраного депутата                                                                                                  |
| ------------------------------------------------------------------------------------ | ---------------------------------- | --------------------- | ------------------ | ------------------------------------------------------------------------------------------ | --- |
| Партія «Народна влада»                                                               |                                    |                       |                    |                                                                                            | |
| 18                                                                                   | Просандєєв Олексій Віталійович     | 07.11.2010            | вища               | член Партії «Народна влада»                                                                | ФО-П Просандєєв О. В., директор                                                                                                  |
| Партія регіонів                                                                      |                                    |                       |                    |                                                                                            | |
| б/м                                                                                  | Самойленко Олександр Миколайович   | 07.11.2010            | вища               | член Партії регіонів                                                                       | ТОВ «Зор ЛТД», директор |
| б/м                                                                                  | Діков Ілля Валерійович             | 07.11.2010            | вища               | член Партії регіонів                                                                       | Києво — Святошинський райвідділ ГУ МВС України в Київській області, заступник начальника — начальник міліції громадської безпеки |
| б/м                                                                                  | Юнчиц Андрій Павлович              | 07.11.2010            | вища               | член Партії регіонів                                                                       | СПД Юнчиц А. П., директор |
| б/м                                                                                  | Вишняков Дмитро Юрійович           | 07.11.2010            | вища               | член Партії регіонів                                                                       | фізична особа-підприємець |
| б/м                                                                                  | Кафтя Сергій Анатолійович          | 03.12.2010            | вища               | член Партії регіонів                                                                       | Компанія з ревіталізації та розвитку м. Вишневе, генеральний директор                                                            |
| 3                                                                                    | Зацерковний Григорій Станіславович | 07.11.2010            | вища               | позапартійний                                                                              | ЖЕК 1, начальник |
| 7                                                                                    | Шевчук Віктор Степанович           | 07.11.2010            | вища               | позапартійний                                                                              | Житлово-експлуатаційне об"єднання м. Вишеве ЖЕК № 4, начальник                                                                   |
| 8                                                                                    | Гриньов Ігор Сергійович            | 07.11.2010            | вища               | член Партії регіонів                                                                       | ТОВ «Лінк», директор |
| Політична партія Всеукраїнське об'єднання «Батьківщина»                              |                                    |                       |                    |                                                                                            | |
| б/м                                                                                  | Майсурадзе Георгій Нугзарович      | 07.11.2010            | вища               | член Всеукраїнського об'єднання «Батьківщина»                                              | ТОВ «Перша юридично-консалтингова компанія», старший юрист департаменту господарського права                                     |
| б/м                                                                                  | Чижевська Вікторія Володимирівна   | 07.11.2010            | вища               | член Всеукраїнського об'єднання «Батьківщина»                                              | ТОВ «Темп», генеральний директор                                                                                                 |
| Політична партія Всеукраїнське об'єднання «Свобода»                                  |                                    |                       |                    |                                                                                            | |
| б/м                                                                                  | Гузенко Олег Володимирович         | 07.11.2010            | вища               | член Всеукраїнського об'єднання «Свобода»                                                  | тимчасово не працює |
| Політична партія «За Україну!»                                                       |                                    |                       |                    |                                                                                            | |
| б/м                                                                                  | Лісничий Юрій Валентинович         | 07.11.2010            | вища               | позапартійний                                                                              | тимчасово не працює |
| б/м                                                                                  | Корнійчук Віталій Володимирович    | 07.11.2010            | вища               | позапартійний                                                                              | фізична особа-підприємець |
| 1                                                                                    | Заблоцький Сергій Анатолійович     | 07.11.2010            | вища               | позапартійний                                                                              | ВАТ Укртелеком, провідний інженер                                                                                                |
| 9                                                                                    | Ділова Ольга Семенівна             | 07.11.2010            | середня спеціальна | позапартійна                                                                               | ФО-П Ділова О. С., директор |
| 12                                                                                   | Люлька Вадим Миколайович           | 07.11.2010            | вища               | позапартійний                                                                              | тимчасово не працює |
| 13                                                                                   | Нефьодов Сергій Іванович           | 07.11.2010            | вища               | позапартійний                                                                              | ФО-П Нефьодов С. І., директор |
| 14                                                                                   | Салій Василь Петрович              | 07.11.2010            | вища               | позапартійний                                                                              | загальноосвітня школа № 1 м. Вишневе, вчитель                                                                                    |
| Політична партія «Зелені»                                                            |                                    |                       |                    |                                                                                            | |
| 15                                                                                   | Гусар Дмитро Володимирович         | 07.11.2010            | вища               | член Політичної партії «Зелені»                                                            | ТОВ Юридичний центр «Закон і справедли-вість», заступник директора                                                               |
| Політична партія «Сильна Україна»                                                    |                                    |                       |                    |                                                                                            | |
| б/м                                                                                  | Пишний Сергій Васильович           | 07.11.2010            | вища               | член Політичної партії «Сильна Україна»                                                    | Виконком Вишневої міської ради, спеціаліст з питать торгівлі                                                                     |
| б/м                                                                                  | Починков Олександр Іванович        | 11.11.2010            | вища               | член Політичної партії «Сильна Україна»                                                    | ТОВ"Лелека Плюс", директор |
| 4                                                                                    | Руденко Наталія Миколаївна         | 07.11.2010            | вища               | член Політичної партії «Сильна Україна»                                                    | загальноосвітня школа № 3 м. Вишневе, директор                                                                                   |
| 16                                                                                   | Олексієнко Оксана Анатоліївна      | 07.11.2010            | вища               | позапартійна                                                                               | Вишнівська міськрада, спеціаліст з питань освіти                                                                                 |
| Політична партія «УДАР (Український Демократичний Альянс за Реформи) Віталія Кличка» |                                    |                       |                    |                                                                                            | |
| б/м                                                                                  | Тищенко Володимир Миколайович      | 07.11.2010            | вища               | позапартійний                                                                              | ТОВ «Агросільгосптехніка», головний інженер                                                                                      |
| б/м                                                                                  | Замараєв Антон Володимирович       | 07.11.2010            | вища               | член Політичної партії «УДАР (Український Демократичний Альянс за Реформи) Віталія Кличка» | ТОВ «Алкоград», директор |
| б/м                                                                                  | Іванюк Світлана Миколаївна         | 28.12.2010            | вища               | член Політичної партії «УДАР (Український Демократичний Альянс за Реформи) Віталія Кличка» | приватний підприємець |
| 5                                                                                    | Крупний Сергій Борисович           | 07.11.2010            | вища               | член Політичної партії «УДАР (Український Демократичний Альянс за Реформи) Віталія Кличка» | ТОВ Тренто, директор |
| 10                                                                                   | Білоус Михайло Миколайович         | 07.11.2010            | середня            | член Політичної партії «УДАР (Український Демократичний Альянс за Реформи) Віталія Кличка» | ФО-П Білоус М. М., директор |
| Політична партія «Українська платформа»                                              |                                    |                       |                    |                                                                                            | |
| 17                                                                                   | Бондар Аркадій Юхимович            | 07.11.2010            | вища               | член Політичної партії «Українська платформа»                                              | пенсіонер |
| Політична партія «Фронт Змін»                                                        |                                    |                       |                    |                                                                                            | |
| б/м                                                                                  | Робак Олександр Геннадійович       | 07.11.2010            | вища               | член Політичної партії «Фронт Змін»                                                        | тимчасово не працює |
| б/м                                                                                  | Шклярський Віктор Броніславович    | 07.11.2010            | вища               | член Політичної партії «Фронт Змін»                                                        | ТОВ «Земля і ринок», директор |
| б/м                                                                                  | Кутовий Вячеслав Григорович        | 05.04.2011            | вища               | член Політичної партії «Фронт Змін»                                                        | ТОВ Газовик, голова правління |
| 2                                                                                    | Будніченко Ольга Василівна         | 07.11.2010            | середня            | член Політичної партії «Фронт Змін»                                                        | ФО-П Будніченко О. В., директор                                                                                                  |
| 6                                                                                    | Баєв Сергій Олександрович          | 07.11.2010            | вища               | член Політичної партії «Фронт Змін»                                                        | ВАТ ВЛКЗ, голова правління |
| Українська Народна Партія                                                            |                                    |                       |                    |                                                                                            | |
| 11                                                                                   | Донець Валентина Петрівна          | 07.11.2010            | вища               | член Української Народної Партії                                                           | загальноосвітня школа № 4 у м. Вишневому, вчитель                                                                                |